# Albert Kips
Albert Kips (Grimbergen, 26 mei 1841 – aldaar, 10 september 1903) was notaris te Grimbergen en burgemeester van de gemeente.
Kips bestudeerde de gemeente ten tijde van de eerste schoolstrijd. Na een ambtstermijn van acht jaar werd Kips in 1890 door Joannes van Doorslaer opgevolgd. 
Kips kwam uit een notarisfamilie die in het laatste kwart van de 19e eeuw al de huizen op de Hogesteenweg gelegen tussen "Buda" en "De (nieuwe) Zevensterre" (nummer 14A-16) opkocht. Deze panden, waaronder "De Clock" en "De Engel" werden circa 1881 en 1889 gesloopt en rond 1895 liet Kips de statige herenwoning aan de Hogesteenweg optrekken die thans nog bewaard is.